# Lodovico Beretta
Lodovico Beretta (Brescia, 1518 – Brescia, 1572) è stato un architetto italiano.

## Biografia
La sua formazione artistica e architettonica fu influenzata dalle opere del concittadino Antonio Zurlengo, operante verso la fine del XV secolo e salito alla ribalta per il Monte di Pietà realizzato nel 1484.
Nell'ambito della scuola bresciana, da pochi decenni attraversata dalla innovativa svolta rinascimentale, l'opera di Lodovico Beretta fu una delle più coerenti nell'approfondimento e nello svolgimento del lessico rinascimentale, nel periodo di mezzo del XVI secolo.

Palazzo della Loggia a Brescia

Beretta seppe intraprendere una strada espressiva autonoma pur vivendo e operando in una città di incroci e interscambi culturali fra le correnti architettoniche lombarde e quelle venete. Tra gli esempi più importanti si possono menzionare il palazzo della Loggia a Brescia, i cui lavori di costruzione iniziarono nel 1492, coordinati da Filippo de' Grassi, e di cui Beretta fu l'ultimo tra gli architetti realizzatori; la chiesa di Santa Giulia (ora auditorium del Museo Santa Giulia) caratterizzata per la navata unica influenzata dal modello albertiano di Mantova; le palazzine Dolzani e Lana Ghidella, ritenute le sue opere più personali.
In altri lavori, incluso il palazzo Maggi di Gradella, Lodovico Beretta diede l'impressione di inseguire esempi, spunti, ispirazioni, dalle scuole veronese, vicentina e veneziana, seppur celati in elementi e forme meticolose quasi pre-neoclassiche.
Tra il 1550 e il 1555 si collocò la costruzione delle case del Gambero poi affrescate da Lattanzio Gambara, ma la sua paternità non è confermata. Al 1558 risale invece palazzo Beretta in piazza del Mercato.
Pregevoli e rinomati sono i vestiboli, ancora oggi considerati tra le architetture d'interno cinquecentesche più emblematiche che la città di Brescia conservi.
Complessivamente le sue costruzioni si rivelarono di forme semplici e sobrie e Beretta diede un grande contributo alla sistemazione urbanistica della città bresciana.